# گئورگ قره‌پتیان
گئورگ قره‌پتیان (زاده ۱۳۴۱ خورشیدی) استاد دانشگاه و مهندس ارمنی‌تبار اهل ایران است.

## تحصیلات
قره‌پتیان دانش‌آموخته مهندسی برق در مقطع کارشناسی از دانشگاه تبریز، کارشناسی ارشد دانشگاه امیرکبیر و دکتری دانشگاه تهران است. دانشجویان کارشناسی ارشد و دکتری زیادی در حوزه‌های مزبور تربیت کرده‌است.

## فعالیت‌ها
وی در سال‌های اخیر پژوهش‌های زیادی در زمینه ریزشبکه‌ها، شبکه‌های هوشمند، انرژی‌های تجدیدپذیر، ذخیره‌سازها و زمینه‌های مهم صنعت برق و انرژی انجام داده‌است. نتیجه فعالیت‌های وی انتشار بیش از ۱۰۰۰ مقاله در مجلات و کنفرانس‌های داخلی و بین‌المللی است.
قره‌پتیان که مدتی معاونت پژوهشی پژوهشگاه نیرو را بر عهده داشته، یکی از شخصیت‌های ممتاز علمی ایران در حوزه برق و انرژی است. براساس بررسی‌های صورت گرفته از سوی انجمن انرژی ایران، گئورگ قره‌پتیان طبق اطلاعات مربوط به انتشارات الزویر (elsevier) بیشترین آمار ارجاع مقالات را میان دانشمندان ایرانی در حوزه انرژی به خود اختصاص داده‌است. بر همین اساس چهارمین کنفرانس فناوری و مدیریت انرژی انجمن انرژی ایران از وی به عنوان پژوهشگر برگزیده سال ایران در حوزه انرژی تقدیر شد.

## قدردانی‌ها
این ارزیابی برای اولین بار در ایران و از سوی انجمن انرژی ایران صورت گرفته و این انجمن با اهدا لوح سپاس از تلاش‌های این استاد دانشگاه صنعتی امیرکبیر در راستای اهداف عالی علمی، پژوهشی و فرهنگی ایران و پیشبرد دانش انرژی ایران تشکر و قدردانی کرده‌است.